# Historia de San Petersburgo

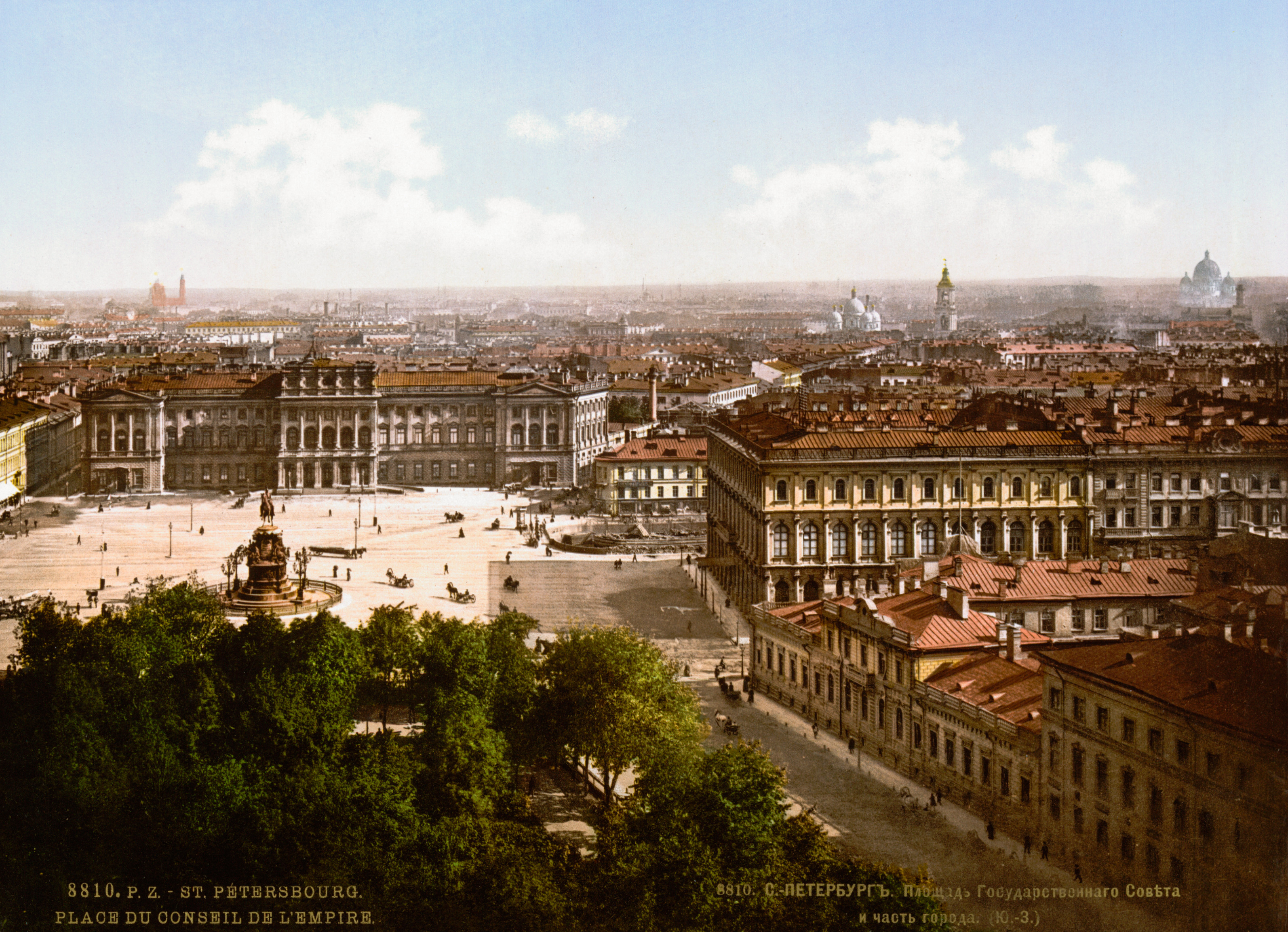
Imagen de la ciudad entre 1890 y 1905.

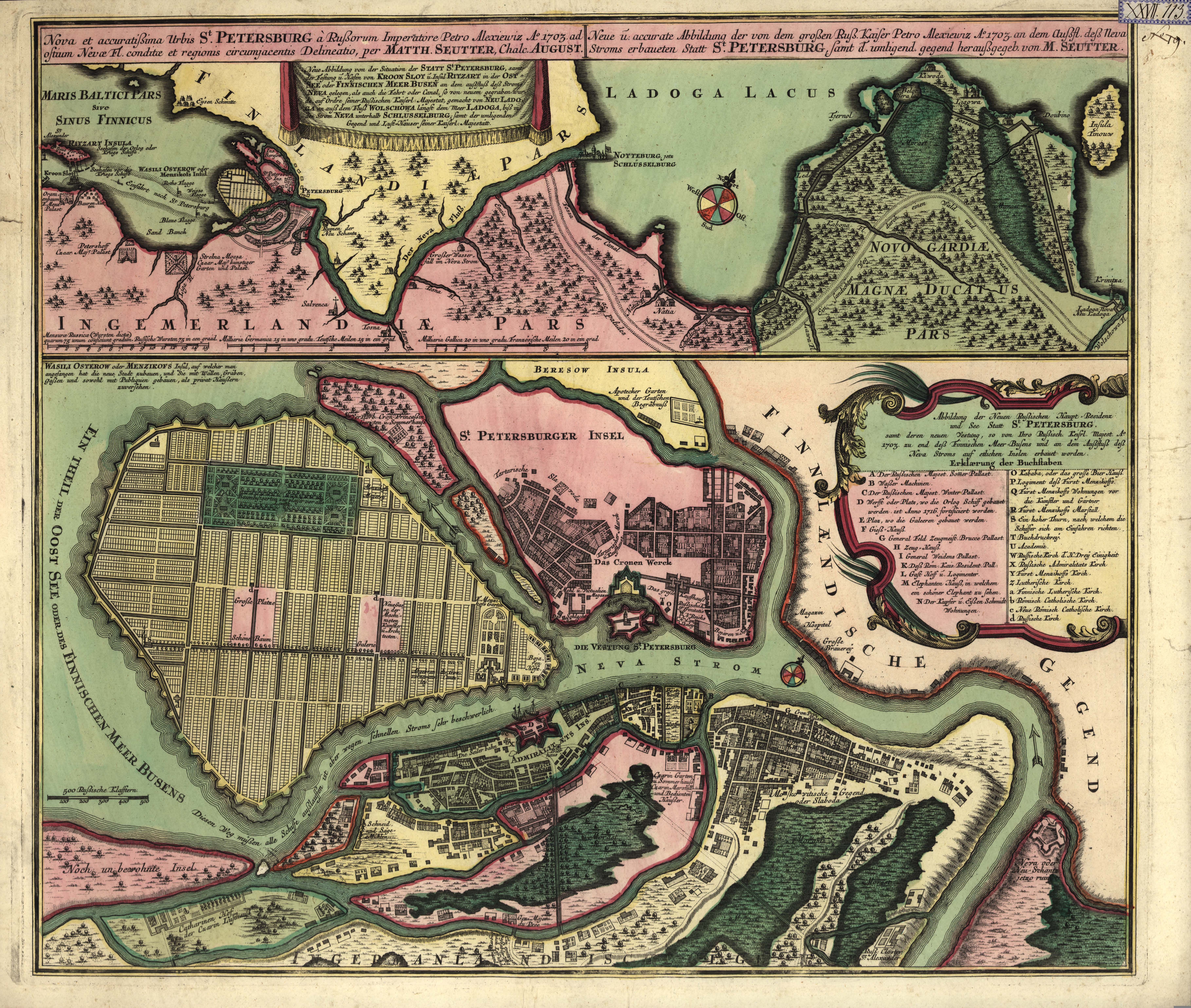
Mapa de San Petersburgo de 1734.

La ciudad de San Petersburgo no toma su nombre de su fundador, el zar Pedro I, sino del apóstol Pedro. La fortaleza, origen de la ciudad, tomó por un breve periodo de tiempo el nombre de Sankt-Pieterburch, derivado del nombre neerlandés Sint Pietersburg. Después su nombre fue cambiado a Sankt-Peterburg (lengua alemana). Durante el siglo XX, la ciudad fue renombrada tres veces por razones políticas.
La fundación de San Petersburgo como una nueva capital se debe, en parte, a la serie de reformas emprendidas por el zar Pedro I el Grande de Rusia para hacer un país moderno y una potencia europea. Para crear la ciudad, ingenieros y artesanos vinieron de todas partes de Europa, sobre todo de Holanda y hacer de la ciudad un importante centro de ciencias y tecnología.
Las grandes rebeliones y revoluciones de la época moderna de la historia rusa, desde el levantamiento de los decembristas en 1825 hasta los acontecimientos que llevaron a la creación de la Unión Soviética, tuvieron lugar en San Petersburgo.

## Orígenes
El delta pantanoso de la región del río Neva estaba habitada por pequeños pueblos y sirvió como bastión militar desde el siglo XIII en una guerra fronteriza intermitente entre Rusia y Suecia. La primera fortaleza de Suecia, Landskrona, se erigió en la desembocadura del río Ojta en 1299. En 1349 otro fuerte, Kanzi, se levantó en su lugar por el príncipe de Novgorod.
En 1611 los suecos construyeron una fortaleza nueva en Nyenskans y en el otro lado de Ojta, la ciudad de Nyen. La población creció al adquirir cierta relevancia por constituir la primera ciudad que se asienta en este territorio.
En 1703 los rusos conquistaron Nyen y quince días después, el zar Pedro I fundó oficialmente, aguas abajo del río Neva, en el delta, la ciudad de San Petersburgo.

## Fundación de la nueva capital
La primera construcción fue una ciudadela de protección, la Fortaleza de San Pedro y San Pablo, en la costa norte de la isla de Neva, y otro fuerte, con patio, el Almirantazgo de 1704, en la costa sur. Alrededor de la primera creció espontáneamente el acuerdo inicial entre la casa de Pedro y el primer puesto de atraque.
Pero los planes de Pedro eran abrir Rusia a Europa, y la ciudad sería la puerta de una gran capital portuaria y base naval frente al golfo de Finlandia en el Mar Báltico. Los modelos de la época eran Ámsterdam y Venecia y los técnicos eran ingenieros y arquitectos alemanes, suizos, francés e italianos. En 1712 se produjo el nombramiento oficial de la ciudad como la capital del país en detrimento de Moscú, lo que obligó a la creación de una planificación urbana adecuada.
Pedro I imaginaba que la isla Vasilievski dividía la desembocadura del Neva en el corazón como dos brazos de la futura ciudad y decidió llevar a cabo el proyecto de Domenico Trezzini (modelo ortogonal y de acuerdo con los pólders holandeses y canales) rechazando el ampuloso plan de Le Blond. Aunque no se llevó completamente a cabo, sí se hizo en partes de la ciudad como los ejes elegidos, el Palacio de Menschikov frente al Ministerio de Marina y el camino donde su jardín da al mar, llegó a ser el futuro de la ciudad.
La capital ha producido una migración masiva de los cortesanos y el personal administrativo con 50.000 nuevos residentes. La regulación y normalización de las fachadas y sistemas de construcción para evitar los incendios y estandarizar las calles han sido relativamente exitosos. Pero todo esto fue interrumpido cuando, a la muerte de Pedro el Grande en 1725, su sucesor llevó la capital de nuevo a Moscú.
- Datos: Q2382546
- Multimedia: History of Saint Petersburg / Q2382546